# مراسل عسكري

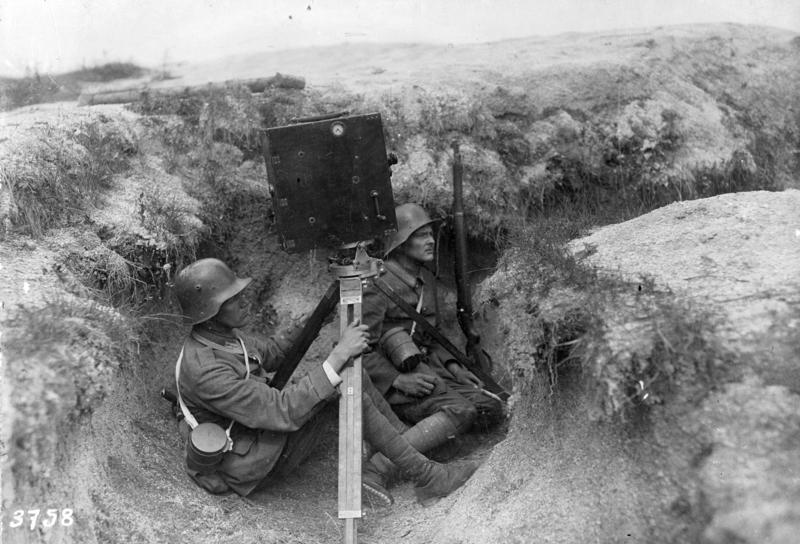
مراسل حربي في أحد الخنادق أثناء الحرب العالمية الأولى (1917)

المراسل الحربي هو صحفي أو مذيع يغطي أخبار الحملات العسكرية والمعارك لصحيفة ما أو راديو أو تلفاز. يتسم العمل الصحفي بالأخبار المثيرة والتحقيقات إضافة إلى تعرض العاملين به للمخاطر كالقتل أو الإصابة. ومع ذلك فقد يقوم الصحفيون بتغطية المعارك في كل أنحاء العالم.

## نبذة
كان وليم هوارد راسل أول مراسل حربي بريطاني يغطي حرب القرم 1854 - 1856 لجريدة التايمز. وكان الصحفي الأمريكي ريتشارد هاردنج ديفيز من أوائل المراسلين في الحروب حيث غطى ستةً من النزاعات الهامة ابتداء من الثورة الكوبية في 1890. وقد حصل ونستون تشرتشل، رئيس وزراء بريطانيا الأسبق، على شهرته مراسل حرب عندما غطى حرب البوير والإنجليز الثانية في جنوب أفريقيا 1899 - 1902. وقد وقع أسيراً في أيدي البوير، (السكان البيض من أصل هولندي) في جنوب أفريقيا، إلا أنه استطاع الهرب.